# Pikovice

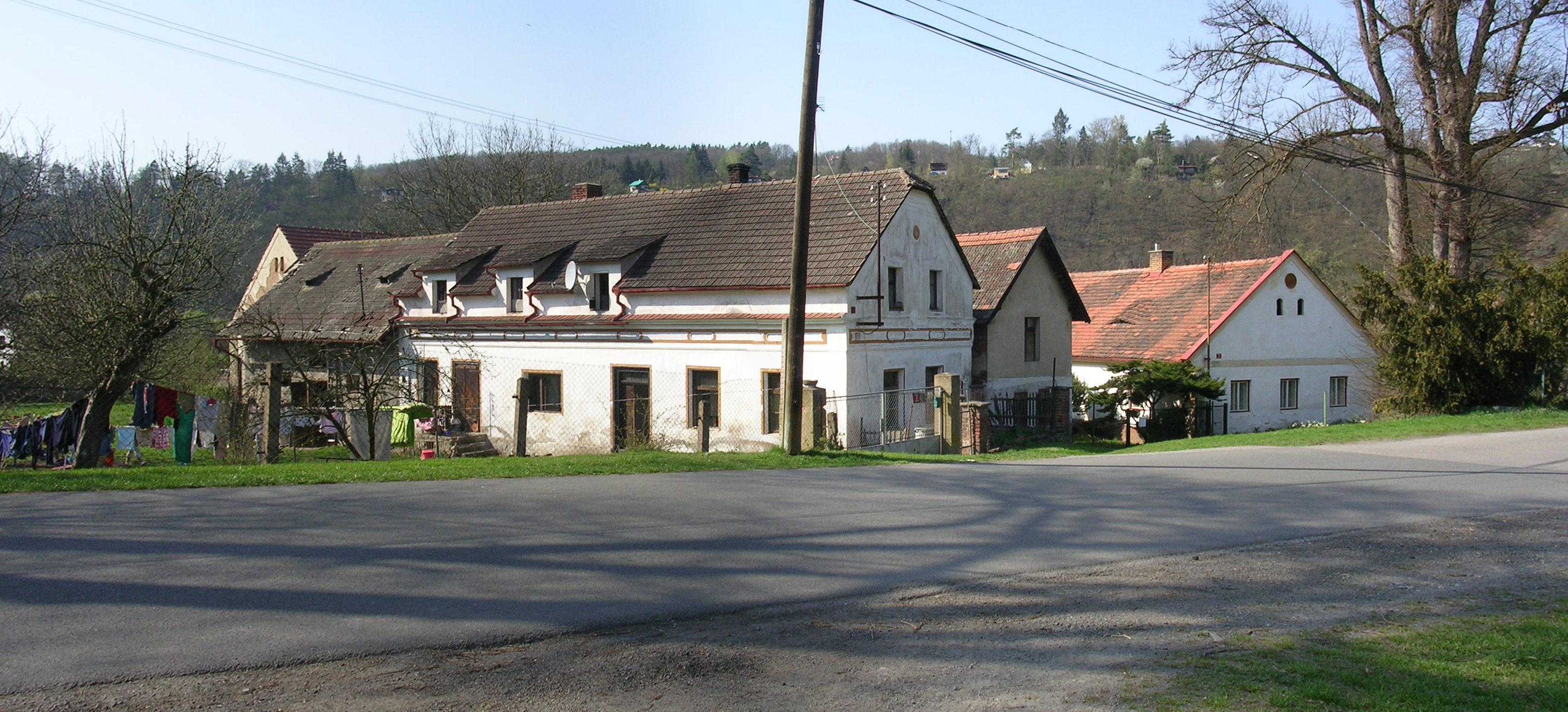
Stará selská stavení, v popředí čp. 3

Pikovice jsou vesnice na levém břehu Sázavy, asi 3 km před jejím soutokem s Vltavou, část obce Hradištko v okrese Praha-západ ve Středočeském kraji. Nemají vlastní katastrální území a k obci Hradištko patří už od zavedení obecního zřízení.

## Historie
Původně byly Pikovice plaveckou (vorařskou) vesnicí. V minulosti se v Sázavě i rýžovalo zlato. Podle pamětníků byla v Pikovicích cihelna.
První písemná zmínka o vesnici pochází z roku 1310. Další dokument o vesnici je z 27. března 1571, podle nějž Jan ze Šternberka prodal Jiříkovi Slepotickému „ves Sázavu, ves Pikovice, Louky, Podloučí, Měchenice, městečko Štěchovice, Brunšov, dvůr Třebenice, ves Hradiště a poplužní dvůr Chotouň“ za 2350 kop pražských. Celá oblast dnešní obce Hradiště pak jako celek vícekrát měnila vlastníka dědictvím nebo i koupí. 13. října 1638 území získal Strahovský klášter, jehož tehdejší opat Kryšpín Fuk je známý svým projektem splavnění Vltavy.
Již od vzniku obecního zřízení v roce 1848 byly součástí obce Hradištko; tehdy měly Pikovice 132 obyvatel.
Od 20. let 20. století se stala oblast v okolí Pikovic centrem turistiky a trampingu. Byla vybudována Posázavská stezka, vzniklo množství rekreačních chat jak v trampském stylu, tak v chatařském. V roce 1924 byl schválen regulační a parcelační plán a zahájen prodej parcel k rekreační výstavbě, ve třicátých letech navázala vilová výstavba. V roce 1937 byla dokončena lávka přes Sázavu a téhož roku byla vesnice elektrifikována.
Po kruté zimě roku 1939/1940 postihla vesnici ničivá povodeň. Následovalo vyvlastnění pozemků a 15. září 1942 nucené vysídlení kvůli zřízení vojenského cvičiště SS. Železniční provoz na posázavské trati byl za války zastaven, tunely byly využívány k účelům válečné výroby a jako kryty. Od 11. června 1945 se znovuusidlovali původní obyvatelé.

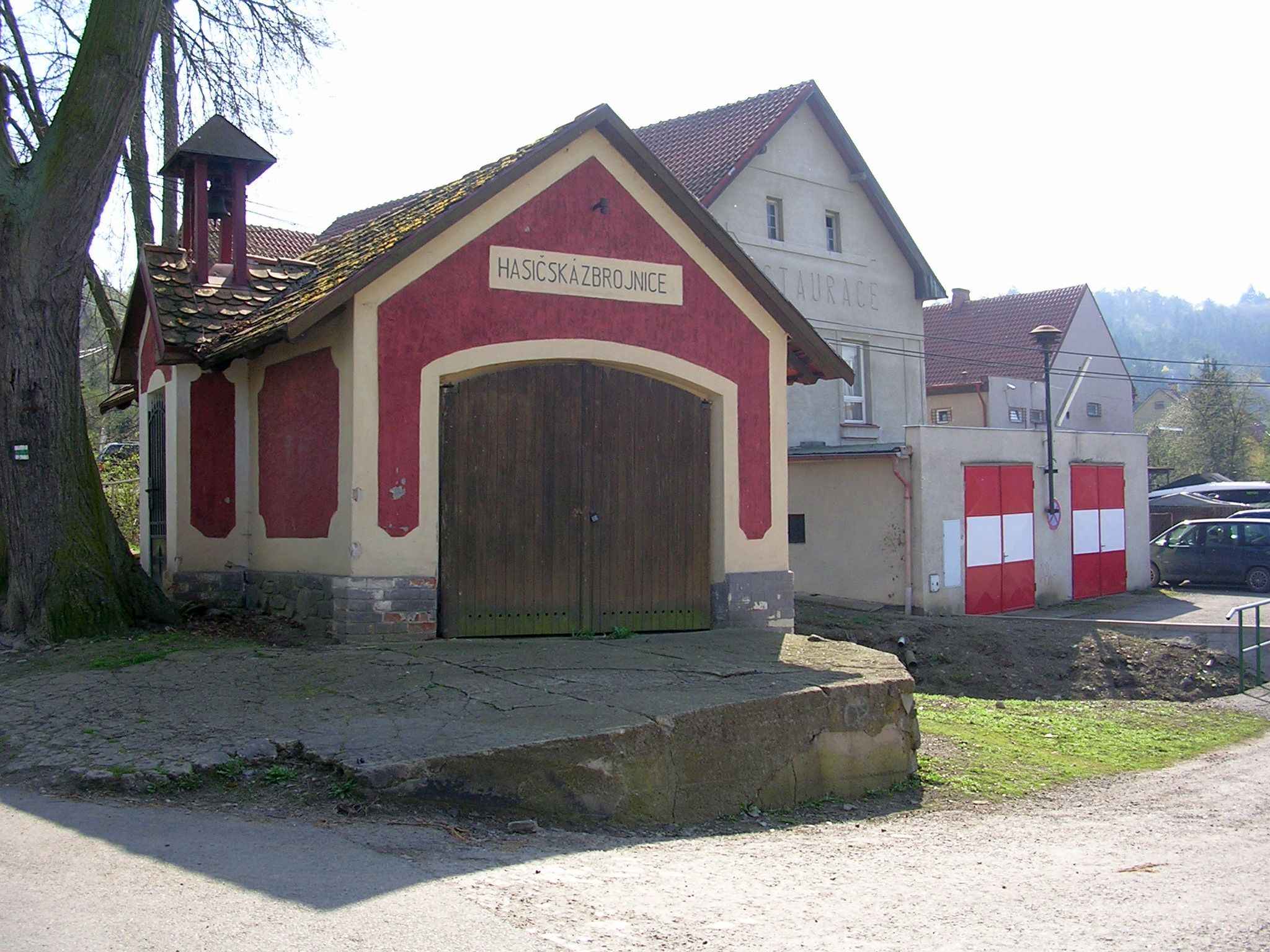
Stará (1911) i nová hasičská zbrojnice a restaurace U Dolejších

Roku 1907 zde byl založen svaz požární ochrany, v roce 1946 fotbalový klub SK Pikovice, roku 1953 DSO Sokol Pikovice, roku 1958 se pikovická Osvětová jizba připojila k Osvětově besedě v Hradišti, v Pikovicích působil dramatický kroužek a Okrašlovací spolek. Dne 17. května 1989 byla založena místní organizace Českého svazu zahrádkářů.
Roku 1946 založilo 13 zemědělců z Pikovic Jednotné zemědělské družstvo, to však brzy zaniklo.
Koncem 70. let byla převážně svépomocí obyvatel někdejší hospoda U Dolejších přestavěna na samoobsluhu a závod veřejného stravování. Roku 1973 bylo na březích Sázavy vybudováno veřejné tábořiště.

## Území obce
Pikovice byly první částí obce Hradištko, kde jsou pojmenovány ulice – později byly pojmenovány i ve všech ostatních. Hlavní ulice nesou názvy Pod Medníkem, Na Průhoně, Dlážděná a Nádražní. Další ulice nesou názvy Pobřežní, Pod Habernou, Zelená, Pod Holákem, Na Výsluní, Lomená, U Zvoničky, Spojovací, Ke Stezce, Okružní, Krátká, Dolní průhon, Na Schodech, Horní, Pod Zavíračkou. Historické jádro vesnice, selská stavení s nízkými popisnými čísly, se nachází kolem Nádražní ulice.

## Doprava

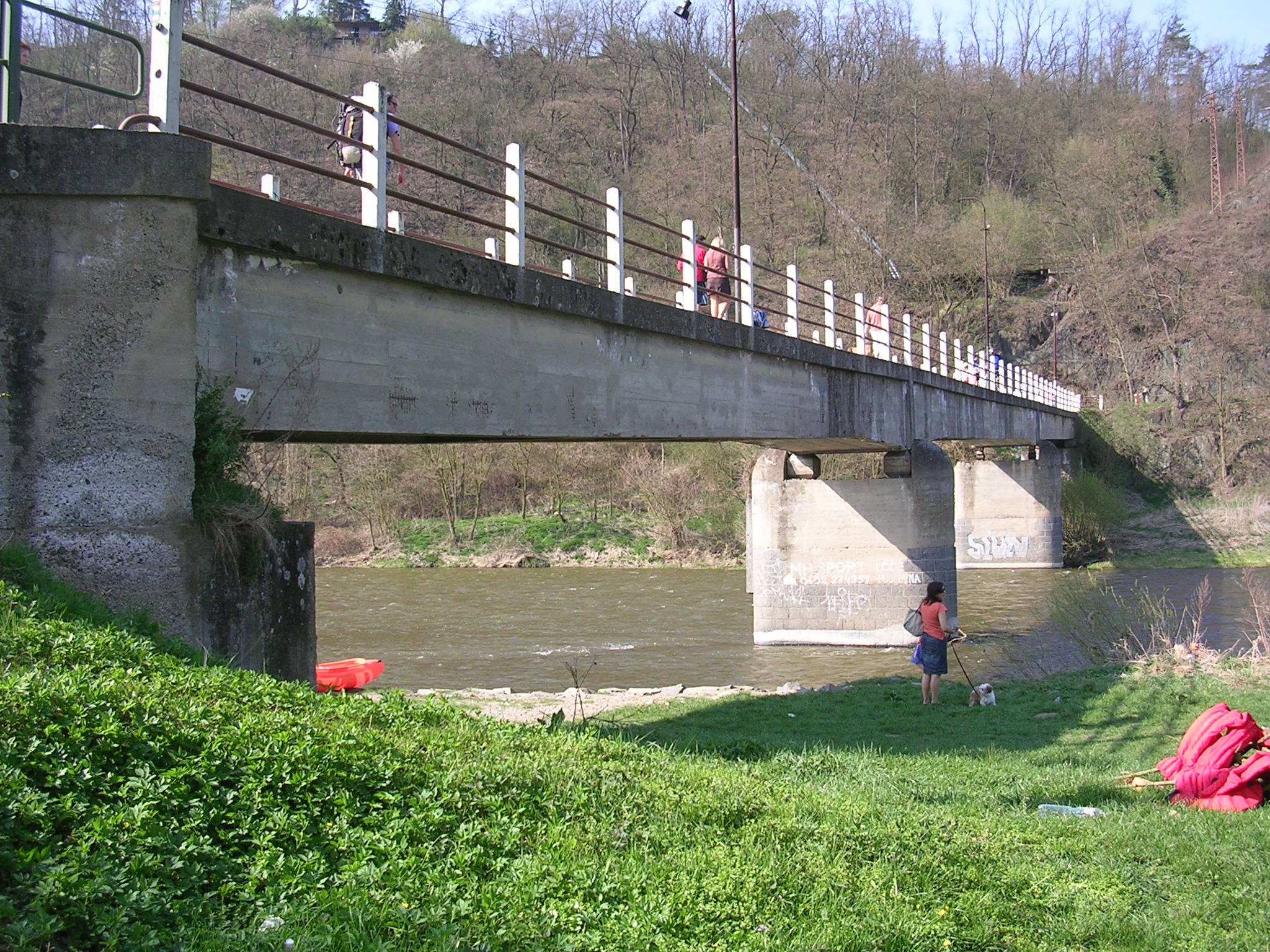
Pikovická lávka přes Sázavu

Silniční doprava je odkázána na spojení přes vesnici Hradištko na hřebeni mezi vltavským a sázavským údolím, přes nějž vede silnice II/106 mezi Štěchovicemi na Vltavě a Kamenným Přívozem na Sázavě. Podél řeky Sázavy silniční spojení z Pikovic neexistuje, na protější břeh do Petrova vede jen pěší lávka.

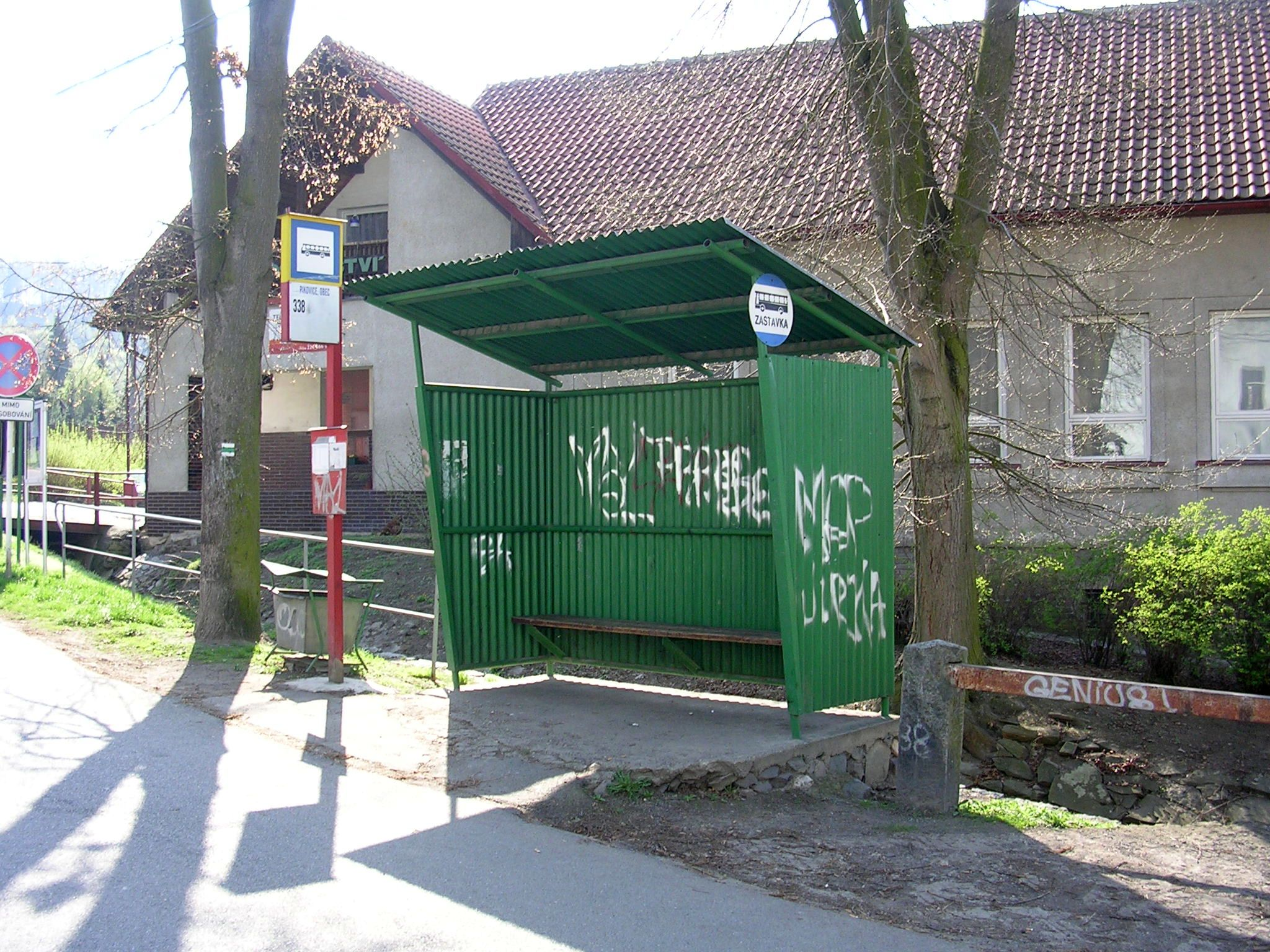
Autobusová zastávka Pikovice, obec

Veřejnou dopravu zajišťuje autobusová linka Pražské integrované dopravy č. 338, vedoucí z Prahy po levém vltavském břehu přes Štěchovice. Na území Pikovic má zastávky:
- Hradištko, Pikovice, pod Medníkem
- Hradištko, Pikovice, obec
- Hradištko, Pikovice, most

Přes řeku vedl v historii brod na staré formanské cestě, případně přívoz. V roce 1926 jsou zmiňovány dva přívozy, jeden na začátku obce u mlýna, druhý u železniční zastávky. Roku 1937 byl přívoz nahrazen novou, betonovou lávkou.
Pro obsluhu Pikovic má od jara roku 1900 zásadní význam železniční zastávka Petrov u Prahy na trati 210 na protějším břehu Sázavy; roku 1906 byla zastávka vybavena čekárnou.

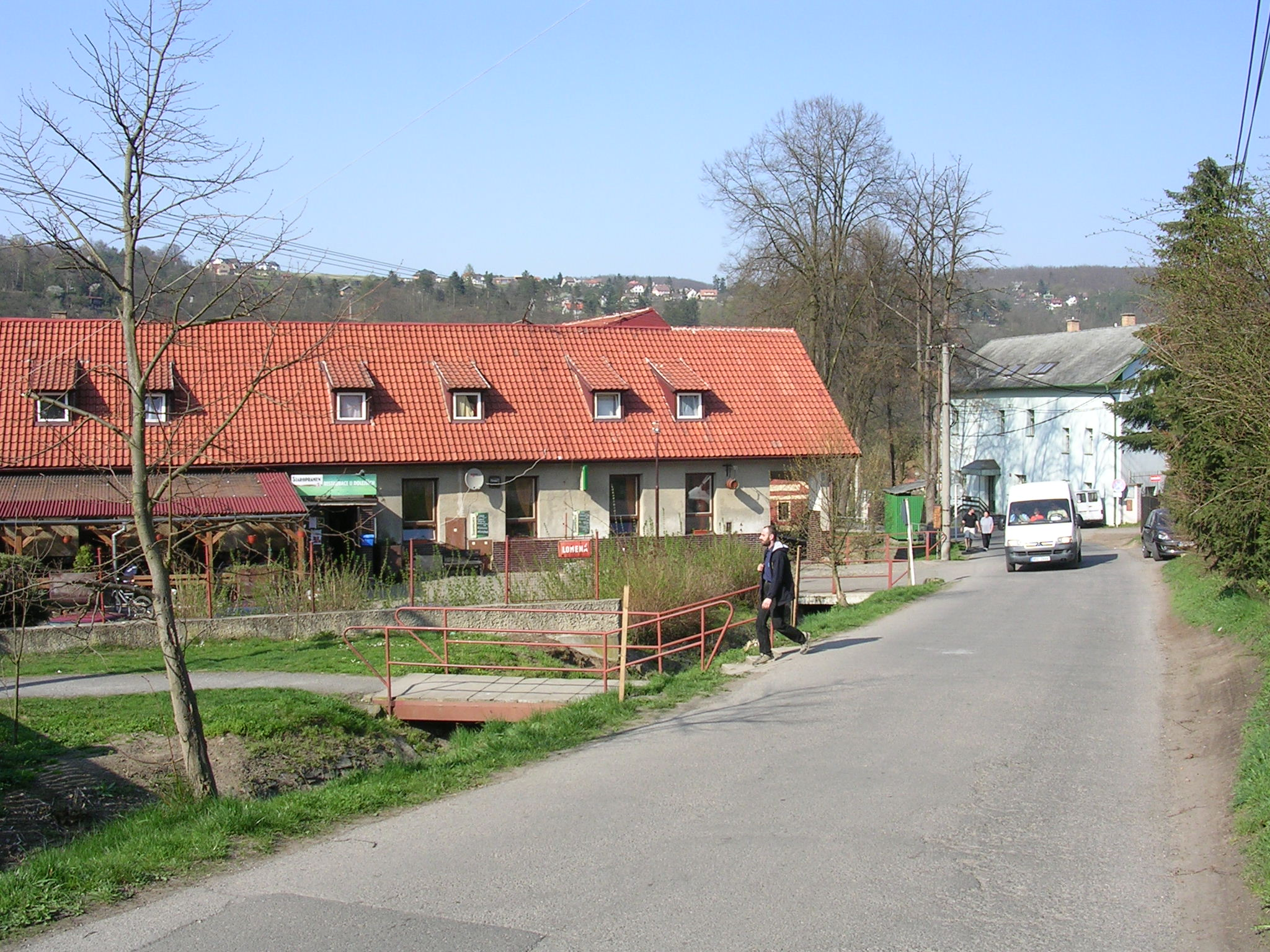
Nádražní ulice a restaurace U Dolejších

## Turistika a služby
Od Pikovic směrem na východ vede po úbočí sázavského břehu pěší Posázavská stezka, vybudovaná ve 20. letech 20. století. Je značena jako součást červené turistické trasy č. 0001. Z Pikovic vedou dvě zeleně značené trasy k jihu: 3042 přes Hradištko a Brunšov do Štěchovic, 3043 přes Medník do Třebsína. Rezervací Medník vede od roku 1965 okružní naučná stezka, zčásti souběžná s trasami 0001 a 3043. Po ulicích Spojovací a Nádražní prochází Pikovicemi cyklotrasa 8199.
Pikovice jsou častým cílovým místem vodáckých plaveb po Sázavě. U mostu je předávací místo pro kánoe, vybavené klecovými kontejnery, a malé parkoviště. Východně od Pikovic na břehu Sázavy se nachází chata s občerstvením (hospoda U Starce).
Ve vsi je veřejné tábořiště provozované sborem dobrovolných hasičů, restaurace U Dolejších, kiosek a občerstvení Pikovický přístav u parkoviště a tenisové kurty.

## Příroda
V oblasti u Pikovic se nachází kopec Medník, od roku 1933 chráněný jako národní přírodní památka. V rezervaci Medník se vyskytuje ojedinělé naleziště rostliny kandík psí zub, latinsky Erythronium dens-canis, která je i ve znaku obce Hradištko.
Horolezecky významná je skalní věž Pikovická jehla, která se nachází ve svahu nad Sázavou, poblíž železniční trati, tedy na území protilehlého Petrova, nikoliv Pikovic.

## Ohlasy v uměleckých dílech
O Pikovicích se zmiňuje Jan Werich v písni Babička Mary.
Rapper Stříbrný Rafael v Pikovicích nahrál videoklip ke své písni Pikovice.